# Thérèse Brisson
Thérèse Anne Brisson (* 5. Oktober 1966 in Dollard-Des Ormeaux, Québec) ist eine ehemalige kanadische Eishockeyspielerin, die im Verlauf ihrer aktiven Karriere zwischen 1980 und 2004 unter anderem eine olympische Gold- und eine Silbermedaille mit der kanadischen Frauen-Nationalmannschaft gewonnen hat. Darüber hinaus errang Brisson sechs Mal den Weltmeistertitel, womit sie zu den erfolgreichsten kanadischen Spielerinnen auf internationaler Bühne gehört.
Seit 2020 ist sie Präsidentin und CEO des kanadischen Alpinskiverbandes Alpine Canada.

## Karriere
Thérèse Brisson wurde in Dollard-Des Ormeaux in der Provinz Québec geboren. Ab 1986 studierte sie an der Concordia University Sportwissenschaften und spielte parallel für das Frauenteam Concordia Stingers in der kanadischen College-Liga. 1987 wurde sie als Female Rookie of the Year sowie 1988 und 1989 jeweils als Female Athlete of the Year der Concordia University ausgezeichnet.
1993 gewann sie die Regionalmeisterschaft von Québec mit den Ferlands 4-Glaces. Brisson nahm neun Mal an der kanadischen Amateur-Meisterschaft teil (Esso Women’s Nationals). 1994 und 1995 gewann sie mit dem Team Québec die Meisterschaft, 2000 belegte sie den zweiten Platz, 1993 und 1996 (mit New Brunswick) den dritten Platz. Bei den Turnieren 1995, 1998 und 2000 wurde sie als beste Verteidigerin ausgezeichnet. Anfang der 1990er Jahre spielte sie neben Eishockey auch Ringette und nahm mit dem kanadischen Nationalteam an der Weltmeisterschaft 1990 teil.
Nach ihrem Studium spielte sie unter anderem für die Maritime Sport Blades in New Brunswick. In der Saison 1999/2000 war sie für die Montreal Wingstar in der National Women’s Hockey League aktiv, anschließend für die Mississauga Ice Bears und Oakville Ice.
1997 wurde sie in die Concordia University Sports Hall of Fame aufgenommen.

### Erfolge mit dem Nationalteam
Brisson gewann mit dem kanadischen Nationalteam bei den Weltmeisterschaften 1994, 1997, 1999, 2000 und 2001 und 2004 jeweils die Goldmedaille. Zudem wurde sie beim Turnier 1994 in das All-Star-Team gewählt. Im Jahr 1998 wurde Fraueneishockey olympische Sportart und Brisson wurde für den ersten Olympiakader nominiert. Sie erzielte im Turnierverlauf fünf Tore und fügte zwei Torvorlagen hinzu, als das Team Canada die Silbermedaille bei den Olympischen Winterspielen in Nagano gewann. Bei den Olympischen Winterspielen 2002 in Salt Lake City besiegte das Team Canada im olympischen Finale die Vereinigten Staaten mit 3:2 und Brisson gewann damit die von ihr angestrebte Goldmedaille.
Insgesamt absolvierte Brisson zwischen 1993 und 2004 112 Länderspiele für Kanada, in denen sie 73 Scorerpunkte erzielte (20 Tore und 53 Torvorlagen).

### Brisson als Managerin und Sportfunktionärin
Parallel zu ihrer aktiven Karriere arbeitete Brisson als Professorin für Bewegungswissenschaften an der University of New Brunswick, beendete 2000 aber diese Tätigkeit, um sich gezielt auf die Olympischen Winterspiele 2002 vorbereiten zu können. Anschließend studierte sie an der York University in Toronto, um ihren Master of Business Administration zu machen. Nach Abschluss dessen arbeitete sie zwischen 2004 und 2013 bei Procter & Gamble im Marketingbereich, danach bis 2020 bei Kimberly-Clark. Seit 2020 ist sie Präsidentin des kanadischen Alpinskiverbandes. 2009 wurde sie zudem in den Vorstand des Canadian Olympic Committee gewählt.

## Erfolge und Auszeichnungen

### College & NWHL
- 1988 Female Athlete of the Year der Concordia University
- 1989 Female Athlete of the Year der Concordia University
- 1997 Aufnahme in die Concordia University Sports Hall of Fame
- 2000 NWHL Eastern Division First All-Star Team
- 2000 NWHL Eastern Division Best Defenseman

### Esso Women’s Nationals
- Kanadische Amateurmeisterin 1994, 1995[12]
- Beste Verteidigerin des Turniers 1995, 1998, 2000

### International
| - 1994 Goldmedaille bei der Weltmeisterschaft - 1994 All-Star-Team der Weltmeisterschaft - 1996 Goldmedaille bei der Eishockeymeisterschaft des Pazifiks - 1997 Goldmedaille bei der Weltmeisterschaft - 1998 Silbermedaille bei den Olympischen Winterspielen | - 1999 Goldmedaille bei der Weltmeisterschaft - 2000 Goldmedaille bei der Weltmeisterschaft - 2001 Goldmedaille bei der Weltmeisterschaft - 2002 Goldmedaille bei den Olympischen Winterspielen - 2004 Goldmedaille bei der Weltmeisterschaft |

## Karrierestatistik

### International
(Legende zur Spielerstatistik: Sp oder GP = absolvierte Spiele; T oder G = erzielte Tore; V oder A = erzielte Assists; Pkt oder Pts = erzielte Scorerpunkte; SM oder PIM = erhaltene Strafminuten; +/− = Plus/Minus-Bilanz; PP = erzielte Überzahltore; SH = erzielte Unterzahltore; GW = erzielte Siegtore; 1 Play-downs/Relegation; Kursiv: Statistik nicht vollständig)